# ألان مولري
ألان مولري (بالإنجليزية: Alan Mullery)‏، من مواليد 23 نوفمبر 1941 في نوتنغ هول في إنجلترا، لاعب كرة قدم إنجليزي سابق، ومدرب كرة قدم إنجليزي سابق.
لعب مع منتخب إنجلترا لكرة القدم بين عامي 1964 و1971، وشارك معهم في 35 مباراة وسجل هدف واحد.

## روابط خارجية
- ألان مولري على موقع ميوزك برينز (الإنجليزية)
- ألان مولري على موقع الاتحاد الدولي (مؤرشف)  (الإنجليزية)
- ألان مولري على موقع قاعدة بيانات كرة القدم.إي يو (الإنجليزية)
- ألان مولري على موقع ناشيونال فوتبول تيمز (الإنجليزية)
- ألان مولري على موقع Soccerbase.com (لاعب) (الإنجليزية)
- ألان مولري على موقع Soccerbase.com (مدرب) (الإنجليزية)